# Amal Knight
Amal Monte Knight (Kingston, Jamaica, 19 de noviembre de 1993) es un jugador de fútbol jamaiquino que juega como portero y su club es Lexington S. C. de la USL League One. Es internacional con la selección de fútbol de Jamaica.

## Carrera
Knight comenzó su carrera con el Harbour View. En 2020, Knight firmó con el nuevo club de la USL, San Diego Loyal. En junio de 2020 fue cedido al FC Tucson.
En julio de 2021, Knight firmó con el Arnett Gardens en Jamaica.

## Selección nacional
Hizo su debut internacional con Jamaica el 30 de enero de 2018 en un amistoso contra Corea del Sur.

## Clubes
| Club                          | País           | Año       | Partidos |
| ----------------------------- | -------------- | --------- | -------- |
| Harbour View F. C.            | Jamaica        | 2012-2013 | 0        |
| University of the West Indies | Jamaica        | 2013-2019 | 94       |
| San Diego Loyal               | Estados Unidos | 2020      | 0        |
| FC Tucson (préstamo)          | Estados Unidos | 2020      | 7        |
| Arnett Gardens                | Jamaica        | 2021-2022 | 4        |
| Harbour View FC               | Jamaica        | 2022-2023 |          |
| Lexington SC                  | Estados Unidos | 2023-     |          |